# Giày thể thao

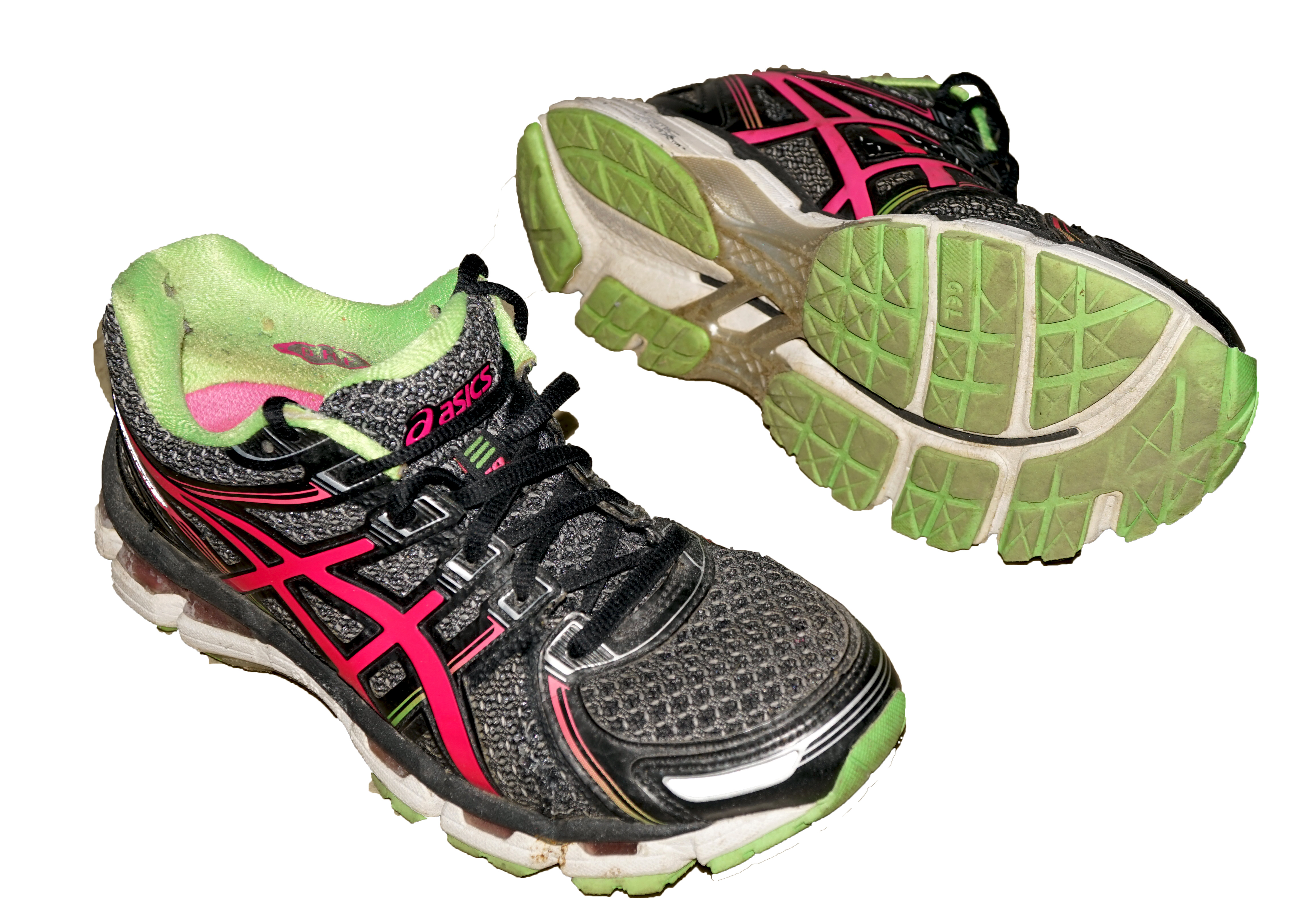
Giày chạy của hãng ASICS

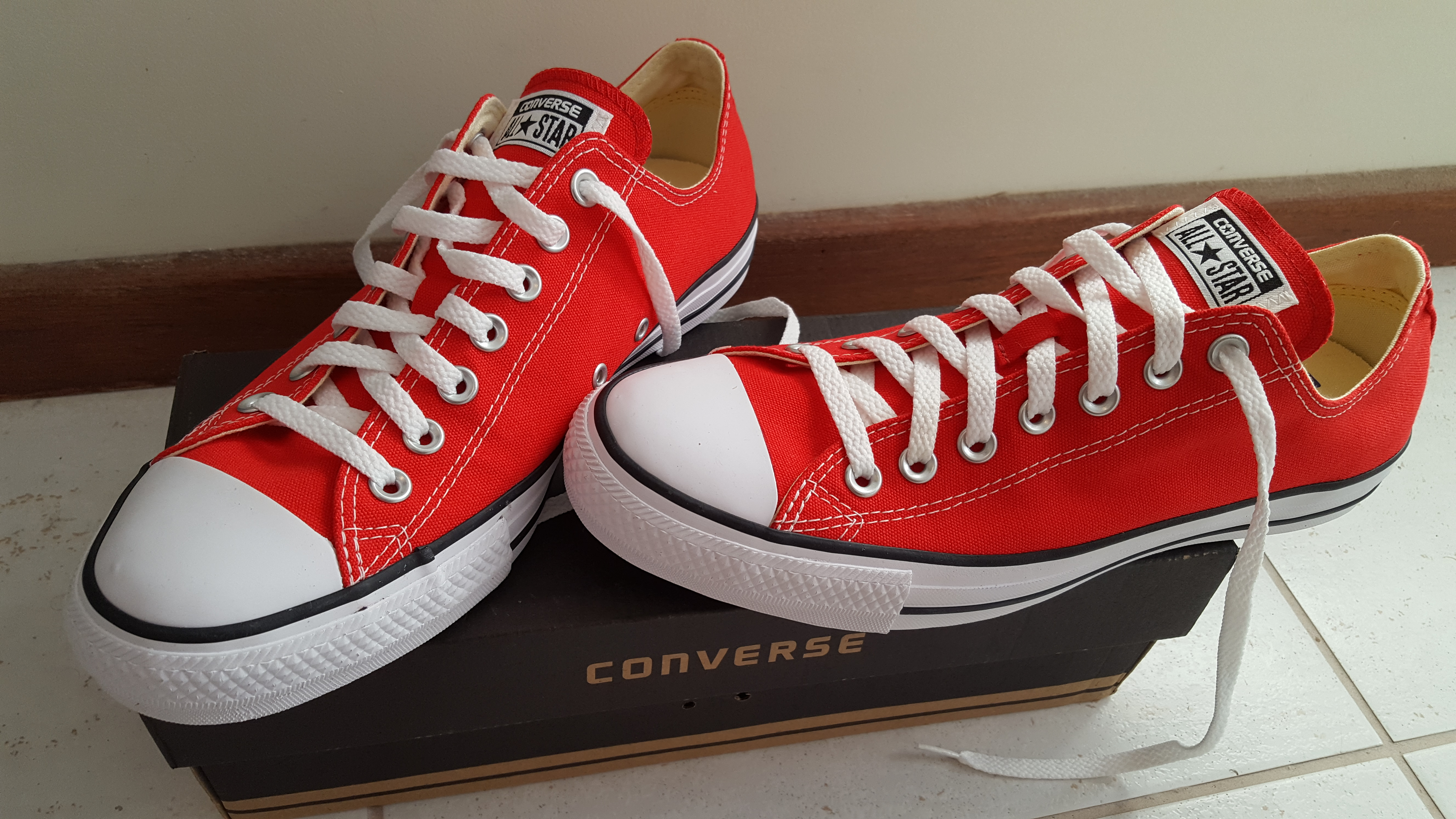
Giày bóng rổ Chuck Taylor All-Stars của hãng Converse

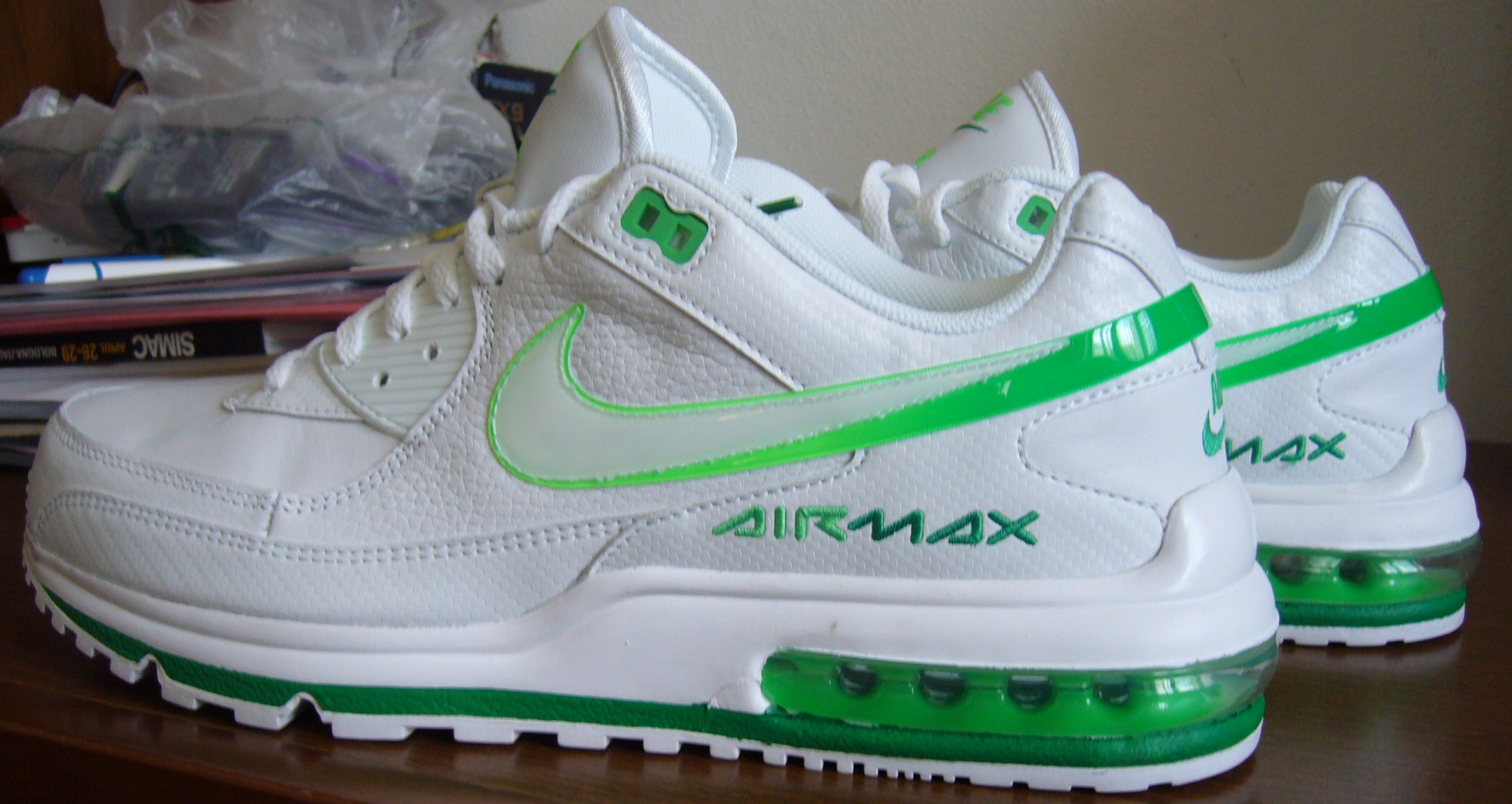
Nike Air Max

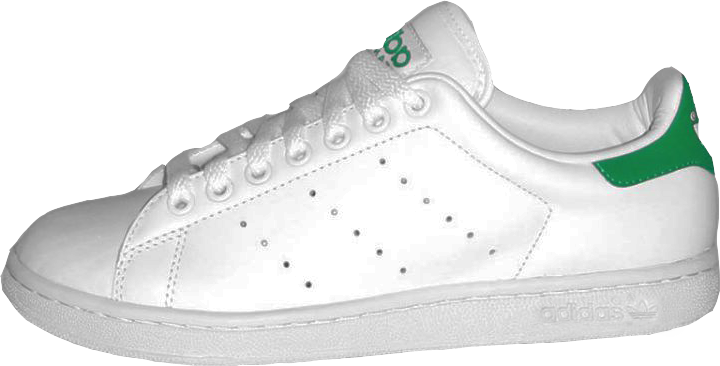
Giày tennis Adidas Stan Smith

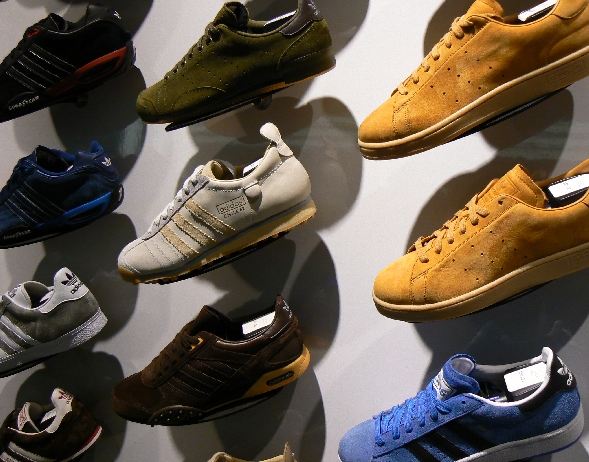
Sneaker của hãng Adidas

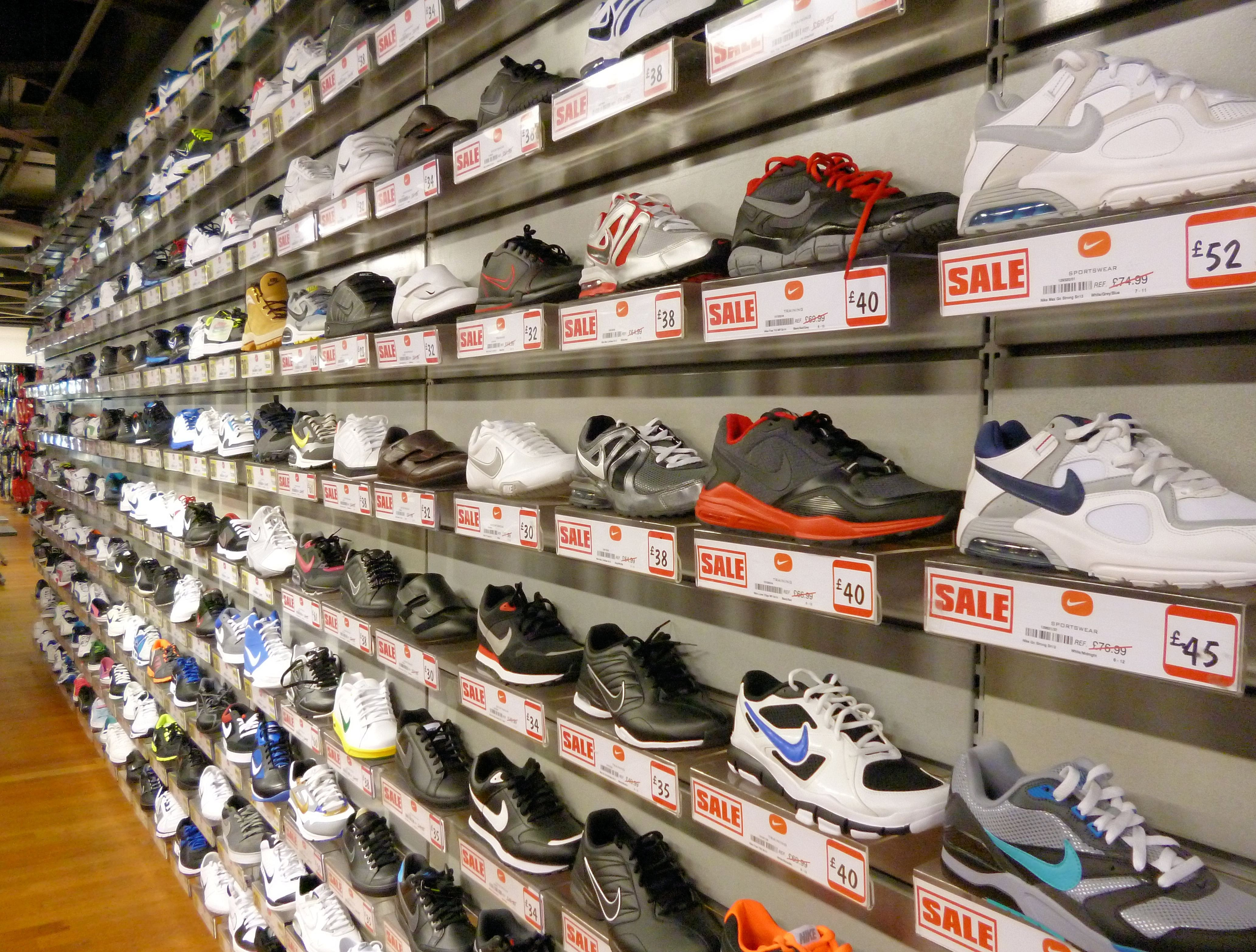
Một cửa hàng bán giày thể thao tại Luân Đôn

Giày thể thao là tên chung dành cho các loại giày được thiết kế chủ yếu dành cho các hoạt động thể dục thể thao, nhưng trong các năm gần đây, giày thể thao cũng được sử dụng trong các hoạt động hàng ngày, như sneaker.

## Sử dụng trong thể thao
Đặc tính của giày thể thao bao gồm đề mềm, thích hợp cho động tác chạy, và khả năng hấp tác động. Với nền công nghiệp sản xuất và thiết kế phát triển và mở rộng, thuật ngữ "giày thể thao" thường được xác định bởi thiết kế của đế giày hơn là thiết kế của phần trên giày. Đa số các mẫu giày hiện tại, phần trên của giày không có chức năng phục vụ nhu cầu hoạt động thể thao mà chỉ có chức năng thẩm mỹ.
Giày thể thao thường được làm bằng những hợp chất linh hoạt và bền, đế giày thường được làm bằng cao su đặc. Tuy nhiên một số mẫu giày mới có khoang để chứa gel hoặc không khí để tăng khả năng đàn hồi và hấp thụ lực của đế giày. Các thiết kế ban đầu thường rất đơn giản, nhưng được thiết kế để tạo dấu ấn dành riêng cho môn thể thao mà đôi giày phục vụ, ví dụ như hai bên lưới dành cho giày chạy marathon. Giày thể thao thường có cỡ to và không gian dành cho ngón chân to hơn các đôi giày thường vì rất nhiều vận động viên có kích thước bàn chân lớn.
Có khá nhiều loại giày dành cho các môn thể thao và mục đích vận động khác nhau:
- Giày chạy trên địa hình phẳng
- Giày chạy đồi núi
- Giày leo núi
- Giày vật
- Giày bóng đá
- Giày nhảy thể thao
- Giày tennis
- Giày đi bộ
- Sneaker

## Phân loại theo hình dáng
- High-tops: bao gồm các loại giày cao hơn mắt cá chân
- Low-tops: bao gồm các loại giày dưới mắt cá chân
- Mid-cut: bao gồm các loại giày nằm giữa high-tops và low-tops
- Boots: giày cao đến bắp chân